# Charles Sandbach Parker
Charles Sandbach Parker (Glasgow, ?-9 de mayo de 1869) fue un botánico, pteridólogo escocés; y recolector en Norteamérica, Guiana, e Indias Occidentales, además de experto en caña de azúcar.

## Algunas publicaciones

### Libros
- 1904. E.C.A.L. book, comprising a list of the pupils of Mr. Edward Compton Austin Leigh and an epitome of his house records Eton 1862-1903. Ed. Spottiswoode. 74 pp.
- james Dennistoun, charles sandbach Parker. 1906. Some account of the family of Dennistoun and Colgrain. 42 pp.

## Honores

### Epónimos
- (Parkeriaceae) Parkeria Hooker[2]

- La abreviatura «C.Parker» se emplea para indicar a Charles Sandbach Parker como autoridad en la descripción y clasificación científica de los vegetales.[3]